# Charles Jason Gordon
Charles Jason Gordon (Port of Spain, 17 marzo 1959) è un arcivescovo cattolico trinidadiano, dal 19 ottobre 2017 arcivescovo metropolita di Port of Spain.

## Biografia

### Formazione
Charles Jason Gordon è nato il 17 marzo 1959 a Port of Spain, allora facente parte dell'Impero britannico, da Stanley e Rose Mary Gordon. Il 31 agosto 1962 le isole di Trinidad e Tobago hanno dichiarato la propria indipendenza, divenendo una repubblica parlamentare.
Nel 1971, nonostante la dislessia, Charles è entrato nel Fatima College di Port of Spain, come uno del 20% di studenti selezionati. Ha ottenuto il diploma nel 1978. In questo periodo, è stato capo dei Fatima Sea Scouts e della squadra di regata che ha vinto il Morrison Trophy nel canottaggio e nel nuoto nel 1973 e nel 1974. È stato anche membro ed esaminatore della Royal Life Saving Society ottenendo il Distinction Award, la più alta certificazione salvavita disponibile.
Dopo la morte di suo padre ha assunto la direzione dell'azienda di famiglia per tre anni, mostrando il suo impegno in progetti per competenze didattiche agli sfollati con enfasi sugli adolescenti. Il suo coinvolgimento nelle iniziative parrocchiali ha avuto un ruolo fondamentale nella decisione di intraprendere la vocazione religiosa. Così, è entrato nella Living Water Community, una comunità ecclesiale laica, e nel 1981 si è iscritto presso il Seminario regionale di San Giovanni Maria Vianney e dei Santi martiri dell'Uganda, ottenendo un Bachelor of Arts in teologia presso la University of the West Indies. Ha proseguito gli studi universitari presso l'Università Cattolica di Lovanio in Belgio, dal 1986 al 1988, dove si è laureato in Science Morali e Religiose, Magna cum laude.

### Ministero sacerdotale
È stato ordinato presbitero il 19 marzo 1991, all'età di trentadue anni, incardinandosi nell'arcidiocesi di Port of Spain. Subito dopo, è divenuto professore dello stesso Seminario dove è stato studente. Intanto, fino al 1996, è stato coordinatore responsabile per il personale e per lo sviluppo del programma assistenziale per i senzatetto (Duncan Street Caring Centre) e della Marian House per i senzatetto. Sempre nello stesso anno è stato nominato direttore di produzione di Trinity Television Network. Negli anni '90 ha anche frequentato l'Abbazia di Mount Saint Benedict, nella regione di Tunapuna-Piarco.
Dal 1996 al 2003 si è trasferito in Inghilterra, per ottenere un dottorato in teologia pastorale presso l'Heythrop College dell'Università di Londra. Al ritorno in patria, ha organizzato molte conferenze presso il Dipartimento di teologia della University of the West Indies, sulla storia dei Caraibi, l’etica sociale, i media e la tecnologia. È stato preside della Caribbean School of Catholic Communications (CSCC) di Arima, dal 1995, e cappellano dell’Ospedale generale di Port of Spain, dal 2000 al 2002. Dopo esser stato direttore della Marian House, ha retto poi l'Institute of Pastoral Leadership dal 2003 al 2006.
Mentre era parroco di Holy Rosary and Saint Martin de Porres a Gonzales (dal 2003), sobborgo orientale di Port of Spain, ha fondato la CITY (Community Intervention Transforming Youth Program) con larga partecipazione della polizia e persino delle gang locali. Il progetto gli ha portato la stima del cardinale ghanese Peter Turkson, allora presidente del Pontificio Consiglio della Giustizia e della Pace. Celebrava una messa in televisione una volta alla settimana, riuscendo a raggiungere anche le 50.000 persone. Nel 2006 ha frequentato un breve corso in Management of Social Development for Caribbean NGO’s a Washington, negli Stati Uniti. Nel 2009, per i suoi meriti, papa Benedetto XVI lo ha insignito del titolo di Monsignore.
All’interno dell'arcidiocesi di Port of Spain è stato membro del Consiglio del Clero, della Commissione del Sinodo, della Commissione della Comunicazione e della Commissione Giustizia e Pace dal 2003. Infine, dopo aver ricoperto dal 2005 al 2006 il ruolo di vicario episcopale per la zona nord dell'arcidiocesi, è stato moderatore della Curia dal 2006 fino alla nomina all'episcopato.
Ha ricevuto diversi premi: il City Day Award nel 2005 e nel 2011; l'Alexander B. Chapman Award nel 2006, consegnatogli dal Comitato Olimpico di Trinidad e Tobago, per aver promosso lo sport come ideale di pace; il Motorola Community policing Award nel 2006, per progetti di comunità in collaborazione con le forze dell'ordine.

### Ministero episcopale

#### Vescovo di Bridgetown e di Kingstown

Stemma da vescovo di Bridgetown e Kingstown

L'8 luglio 2011, papa Benedetto XVI lo ha nominato contemporaneamente vescovo di Bridgetown, a Barbados, e Kingstown, a Saint Vincent e Grenadine, unendo le due diocesi in persona episcopi. Al momento della nomina aveva cinquantadue anni. Ha ricevuto la consacrazione episcopale il 21 settembre 2011, davanti alla cattedrale di San Patrizio di Bridgetown, per imposizione delle mani di monsignor Joseph Everard Harris, arcivescovo coadiutore di Port of Spain, assistito dai co-consacranti monsignor Robert Rivas, arcivescovo metropolita di Castries, e monsignor Malcolm Patrick Galt, vescovo emerito di Bridgetown. Durante la stessa cerimonia ha preso possesso della diocesi di Bridgetown, mentre il successivo 23 settembre ha preso possesso di quella di Kingstown, nella cattedrale dell'Assunzione della Beata Vergine Maria. Come suo motto episcopale, il neovescovo ha scelto Totus Tuus, lo stesso di papa Giovanni Paolo II.
Ha convocato due sinodi diocesani, uno a Bridgetown nel 2014 ed uno a Kingstown nei primi mesi dell'anno successivo. Il 22 dicembre 2015, papa Francesco ha accolto le sue dimissioni dalla sede di Kingstown, mettendo fine all'unione delle due diocesi e nominando al contempo un successore nella persona di monsignor Gerard County.
Durante il suo episcopato, monsignor Gordon è stato membro del comitato di riforma giudiziale e rafforzamento istituzionale per l'accelerazione della giustizia nelle corti di Barbados. Ha anche fondato il The Hub - People helping People, in ambito della diocesi di Bridgetown, per aiutare le persone a raggiungere mezzi di sussistenza sostenibili.
Nel marzo 2016 è stato accusato di molestie al ministrante Junior Blackman (nato nel 1974) ed il caso è stato portato alla corte magistrale in dicembre. Gordon è apparso in tribunale e gli è stata concessa la libertà su cauzione dopo aver affermato di essere innocente delle accuse. Il magistrato Kristie Cuffie-Sargeant ha archiviato il caso il 14 luglio 2017, poiché Blackman non era più interessato a perseguire il caso.
Ha tenuto la prestigiosa Carl J. Peter Lecture, durante una predica al Pontificio Collegio Americano del Nord nella Quaresima del 2017 e l'omelia al servizio ecumenico ufficiale di Hambergen, in Germania, in concomitanza con l'incontro del G20. Ha inoltre presentato un documento per il Carifesta XIII Symposium nell’agosto 2017, sul tema "Sfida e opportunità della tecnologia per la cultura e l'identità dei Caraibi".

#### Arcivescovo metropolita di Port of Spain

Stemma da arcivescovo metropolita di Port of Spain

Il 4 maggio 2014, prendendo il posto di monsignor Francis Dean Alleyne, vescovo di Georgetown, è stato eletto vicepresidente della Conferenza Episcopale delle Antille, nonché presidente della Commissione delle Comunicazioni nello stesso ambito. Il 19 ottobre 2017, papa Francesco, dopo aver accettato le dimissioni per motivi d’età del settantacinquenne monsignor Joseph Everard Harris, ha trasferito monsignor Gordon alla sede metropolitana di Port of Spain. Al momento della nomina aveva cinquantotto anni. Il successivo 27 dicembre, ha solennemente preso possesso dell'arcidiocesi nella cattedrale dell'Immacolata Concezione di Maria Vergine. È rimasto amministratore apostolico di Bridgetown fino al 1º marzo 2021. Il 16 aprile 2018 si è recato a Roma, assieme ad una delegazione di venti vescovi della Conferenza Episcopale delle Antille, per la visita ad limina. Il 29 giugno successivo, giorno della solennità dei Santi Pietro e Paolo, si è recato presso la basilica di San Pietro in Vaticano, dove il pontefice gli ha consegnato il pallio, simbolo di comunione tra la Santa Sede ed il metropolita.
Dal 28 aprile 2023 è presidente della Conferenza episcopale delle Antille. Dal 4 maggio 2017 al 28 aprile 2023 è stato vicepresidente della stessa.

## Posizione sulla pena di morte
Gordon è fortemente contrario alle condanne a morte e ritiene che si tratti di nient'altro che "omicidio sponsorizzato dallo stato". Il vescovo ha spiegato che "è ancora un omicidio" a prescindere da chi lo perpetra e che "aumenta la violenza" piuttosto che fermarla. Ha continuato dicendo che "tutte le persone hanno la dignità umana ... che non scompare neppure quando facciamo qualcosa di veramente brutto".

## Genealogia episcopale
La genealogia episcopale è:
- Patriarca Youhanna Boutros Bawwab el-Safrawi
- Patriarca Jirjis Rizqallah
- Patriarca Stefano Douayhy
- Patriarca Yaaqoub Boutros Awwad
- Patriarca Semaan Boutros Awwad
- Patriarca Youssef Boutros Estephan
- Patriarca Youhanna Boutros Helou
- Patriarca Youssef Boutros Hobaish
- Patriarca Boulos Boutros Massaad
- Patriarca Elias Boutros Hoayek
- Patriarca Antoun Boutros Arida
- Cardinale Antoine Pierre Khoraiche
- Arcivescovo Paul Fouad Naïm Tabet
- Cardinale Kelvin Edward Felix
- Arcivescovo Edward Joseph Gilbert, C.SS.R.
- Arcivescovo Joseph Everard Harris, C.S.Sp.
- Arcivescovo Charles Jason Gordon